# Вьё-Бур
Вьё-Бур (фр. Vieux-Bourg) — коммуна во Франции, находится в регионе Нижняя Нормандия. Департамент коммуны — Кальвадос. Входит в состав кантона Пон-л’Эвек. Округ коммуны — Лизьё.
Код INSEE коммуны — 14748.

## Население
Население коммуны на 2010 год составляло 84 человека.
| 1962 | 1968 | 1975 | 1982 | 1990 | 1999 | 2010 |
| ---- | ---- | ---- | ---- | ---- | ---- | ---- |
| 69   | 74   | 76   | 90   | 87   | 74   | 84   |

## Экономика
В 2010 году среди 57 человек трудоспособного возраста (15—64 лет) 39 были экономически активными, 18 — неактивными (показатель активности — 68,4 %, в 1999 году было 69,6 %). Из 39 активных жителей работали 35 человек (17 мужчин и 18 женщин), безработных было 4 (2 мужчин и 2 женщины). Среди 18 неактивных 3 человека были учениками или студентами, 9 — пенсионерами, 6 были неактивными по другим причинам.